# Swissorganics
Die Interessengemeinschaft Bio Schweiz (kurz: IG Bio) ist ein Schweizer Verein mit Sitz in Muri bei Bern. Gegründet wurde die IG im Jahr 2015 durch 15 Unternehmen aus der Schweizer Bio-Wertschöpfungskette. Die Geschäftsstelle der IG befindet sich in Bern.
2025 fusionierte die IG Bio mit der Mitgliedorganisation Lizenznehmende Bio Suisse (MO Liz) zum neuen Verband Swissorganics. Präsident des Vorstandes wurde der bisherige Niklaus Iten.

## Geschichte
Die Interessengemeinschaft IG Bio wurde am 19. Mai 2015 in Bern gegründet. Anlass zur Gründung war eine Sitzung vom 30. April 2015 mit den schweizerischen Zertifizierungsstellen, Vertretern des Bundesamtes für Landwirtschaft (BLW), des Bundesamts für Lebensmittelsicherheit und Veterinärwesen (BLV), Kantonschemiker, FiBL, fial, Händler, Verarbeiter und des Lebensmittelvollzugs sowie der Bio-Labelgeber. Ausgeschlossen von einer Mitgliedschaft sind Vertreter der Primärproduktion. Das erste Arbeitsziel der IG Bio war die Erarbeitung einer rechtssicheren und pragmatischen Lösung in Bezug auf Rückstandsfunde in Bio-Lebensmitteln. Erster Präsident der IG Bio ist Niklaus Iten von bio-familia.
Zusammen mit bio.inspecta, bionetz.ch, Bio Suisse, Demeter Schweiz und dem FiBL organisiert die IG Bio das alle zwei Jahre stattfindende Symposium Bio. Das Bio Symposium 2021 findet voraussichtlich am 18. November 2021 im Kursaal Bern statt.
Die beiden Volksinitiativen – Eidgenössische Volksinitiative «Für sauberes Trinkwasser und gesunde Nahrung – Keine Subventionen für den Pestizid- und den prophylaktischen Antibiotika-Einsatz» und Eidgenössische Volksinitiative «Für eine Schweiz ohne synthetische Pestizide» –  welche beide am 13. Juni 2021 zur Abstimmung kamen, wurden von der IG Bio abgelehnt.
2025 fusionierte die IG Bio mit der Mitgliedorganisation Lizenznehmende Bio Suisse (MO Liz) zum neuen Verband Swissorganics.

## Mitglieder
Die 15 Gründungsmitglieder der IG Bio werden durch Fettschrift hervorgehoben (Stand: 8. November 2024):
- A. Kuster Sirocco AG
- Aeschlimann-Mühle AG
- Alnatura AG
- Bäckerei-Confiserie Richner AG
- Bell Schweiz AG
- Bio Partner Schweiz AG
- bio-familia AG
- Biofarm Genossenschaft[Anm. 1]
- Biotta AG
- Blattmann Schweiz AG
- Chocolat Bernrain AG
- Cremo S.A.
- Dixa AG / Kennel AG
- Dübör Backtrennmittel- und Apparatebau AG
- Erboristi Lendi SA
- Fenaco Genossenschaft (GOF)
- Fulact Switzerland AG
- Frutonic SA
- Gautschi Spezialitäten AG
- Halba  (zuvor: Chocolats Halba)
- Hilcona AG
- Hochdorf Swiss Nutrition AG (zuvor: Hochdorf Holding AG und Bimbosan AG)
- Holle baby food AG
- Hosberg AG
- Kambly AG
- Kölla AG
- Louis Ditzler AG
- Maestrani Schweizer Schokoladen AG
- Max Felchlin AG
- MDM Dreyer AG
- Meyerhans Mühlen AG
- Migros-Gruppe (MGB, Migros Industrie, Genossenschaften) (zuvor: Aproz SA, Bischofszell Nahrungsmittel AG, Chocolat Frey AG, Delica AG, Estavayer Lait SA, Jowa AG, Micarna SA, Midor AG, Mifroma SA, Riseria Taverne SA, Migros Genossenschaften, Migros-Genossenschafts-Bund)
- Morga AG
- Narimpex AG
- Nungesser AG
- Oleificio SABO
- Pronatec AG
- Reismühle Nutrex (zuvor: Reismühle Brunnen)
- SAH Alpenkräuter AG
- Schweizer Zucker AG
- Schweizerische Schälmühle / E. Zwicky AG
- Steiner Mühle AG
- Sun-Snack AG
- Swissmill (zuvor: Swissmill, Division Coop)
- Terravera AG
- Trawosa AG
- Ultra-Brag AG
- W. Kuendig & Cie. AG
- Weber & Hermann SA
- yourharvest AG / Varistor AG (zuvor: Varistor AG / yourharvest AG)

### Ehemalige Mitglieder
- Bossy Céréales SA
- E. Zwicky AG
- Frutarom SA
- Heidi Chocolaterie Suisse
- Kennel AG
- Special.T by Nestlé
- Sunray, Division Coop
- Wallimann AG